# 頸縮

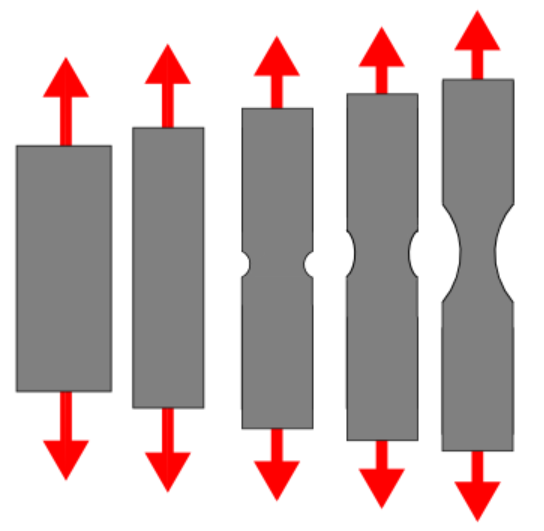
有關頸縮的示意圖。在頸縮前，整個材料都會塑性變形，但在頸縮後，只有頸縮部位是塑性變形，其他部位不會有塑性變形

頸縮（Necking）是工程学及材料科学名詞，是在拉伸時的形變，其特點是在材料的形變不成比例的集中在特定的小區域。頸縮會造成局部截面積的顯著減小，這也是「頸縮」一詞名稱的由來。因為頸縮時局部的應變很大，頸縮往往和延展性材料的屈服變形有關，特別是金屬或是塑膠。只要出現頸縮現象，因為局部截面積的變小，頸縮部位的局部應力最大，頸縮部位也就是後來發生屈服的位置。若有夠大的應變，頸縮部份最後會斷裂。

## 頸縮形成
頸縮是因為在拉伸變形時，材料截面積減小的比例比材料應變硬化的效果要強，所出現的不稳定現象。Armand Considère曾在1885年發表過有關頸縮的基本判斷準則。以下三個概念對於瞭解頸縮有幫助。
1. 在變形前，所有真實材料都是異質性的，例如在尺寸或是成份的局部變異或是缺陷會造成局部應力及應變的擾動。要預測頸縮的位置，其應力或應變擾動只要是無窮小量即可。
2. 在拉伸變形時，材料的截面積會縮小（泊松效應)。
3. 在拉伸變形時，會有材料的應變硬化。硬化的程度會隨形變的程度而不同。

後面兩項會決定頸縮是否穩定，第一項會決定頸縮的位置，

圖示說明頸縮的形成以及頸縮的穩定

圖料示說明一個在各拉伸比下都均勻變形的材料

右邊的圖說明材料硬化（以曲線的斜率表示）以及截面積減小量之間的關係（Armand Considère分析時，假設和拉伸比成反比），上方是有穩定頸縮的材料，下方則是在不同拉伸比下都均勻變形的材料。
在材料變形，只要材料各個位置的硬化程度都比截面積縮小的程度要大，材料各位置所受的應變就大致相等，如同上圖中小拉伸比的例子，以及下圖所示。不過若材料硬化的程度比截面積縮小的程度要小（如上圖的第一個切線所示），應變就會集中在最小硬度或是最大應力的位置。局部應變越大，局部截面積縮小的程度也就越明顯，會讓應變更加的集中，會產生不穩定，因而形成頸縮。這種不穩定性稱為「幾何」或是「外在」的，因為和材料巨觀的截面積縮小有關。

### 穩定的頸縮

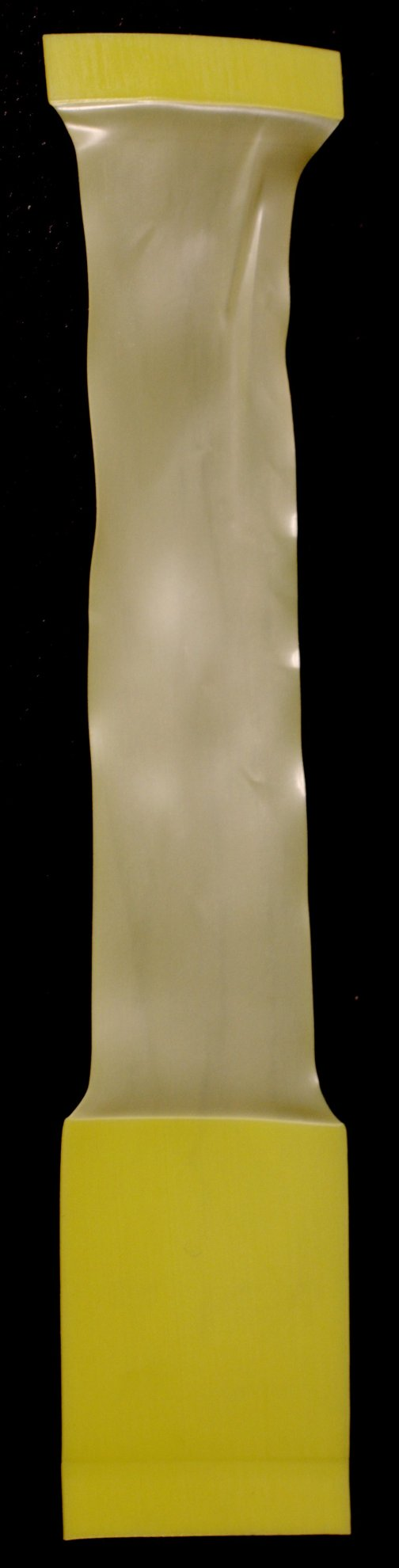
有穩定頸縮的聚乙烯製品

隨著材料繼續變形，幾何不穩定性使得應變繼續集中在頸縮部位，直到材料斷裂為止。另一種可能是材料硬化的程度變大，足以補償幾何變化造成的應變增加，這就是上圖中的第二條切線。此情形下，會讓材料的其他部份開始變形。穩定頸縮的應變量稱為「自然拉伸率」（natural draw ratio），這和材料硬化特性有關，和材料所受到的拉伸無關。延展性的聚合物常常會有穩定的頸縮，因為其分子取向會產生硬化機制，在大應變時會以此機制為主。

### 數學分析
在工程的应力-应变曲线中，頸縮會發生在圖形的最大值處，也就是材料的最大受力，也是對應終極拉伸强度的位置。其受力可以表示為
F = σT  Ai
其中σT是真實應力，而Ai是瞬時面積。在最大值，其受力的導數為
dF = dσT  Ai + σT  dAi = 0
或
dσT/σT = -dAi /Ai
因此，頸縮的判斷準則是內部應力的漸近增加比例等於應力集中處截面積的漸近減少比例。